# Francesca Ciceri
Francesca Ciceri, nota anche con il nome di battaglia Vera (Lecco, 23 agosto 1904 – Lecco, 18 gennaio 1988), è stata un'antifascista e partigiana italiana.

## Biografia
Nata a Lecco nel 1904, rimasta orfana di padre iniziò a lavorare in fabbrica all'età di dieci anni. Lavorando dall'età di quindici anni presso l'azienda metallurgica Rocco Bonaiti di Lecco, iniziò a frequentare i sindacati partecipando all'occupazione delle fabbriche durante gli scioperi del 1919-1920. Fu in questo periodo che conobbe Gaetano "Nino" Invernizzi, che presto divenne suo compagno nella militanza politica oltreché nella vita privata.

### Il matrimonio e l'attività nel Partito Comunista
Nel 1922 Nino aderì al Partito Comunista d'Italia e fu presto costretto ad emigrare a Parigi. Qui Francesca riuscì a raggiungerlo nel 1924, per poi convolare a nozze nel 1925. Quattro anni dopo, nel 1929, anche Francesca entrò nel Partito Comunista iniziando un lungo periodo di impegno politico nel gruppo di lingua italiana del Partito Comunista Francese e, a causa di persecuzioni politiche, fu costretta a trasferirsi con il marito in Belgio e poi in Lussemburgo.
Nel 1932 fecero ritorno a Parigi e fu loro affidato l'incarico di compiere viaggi clandestini in Italia per introdurre la stampa di partito e riorganizzare le strutture comuniste, mentre nei due anni successivi furono invitati a Mosca presso la Scuola dell'Internazionale Comunista. Al loro ritorno nel 1935 ripresero i viaggi in Italia fino al loro arresto, avvenuto a Milano il 13 giugno 1936.
Il 22 maggio 1937 il Tribunale speciale per la difesa dello Stato condannò Nino a 14 anni e Francesca a 8, con l'accusa di cospirazione contro lo Stato e ricostituzione del Partito Comunista.
Francesca fu incarcerata presso il penitenziario femminile di Perugia, dove scontò quattro anni e uscì, in seguito a un'amnistia, nel 1941. Tornò quindi a Lecco dove trovò un lavoro e riprese l'attività politica. Dopo la caduta di Mussolini il 25 luglio 1943, anche Nino fu scarcerato e riprese le sue attività politiche a Lecco, alternando il lavoro in clandestinità alla lotta partigiana in montagna.

### La battaglia dei Piani d'Erna
Il 9 settembre 1943 Francesca partecipa alla costituzione ai Piani d'Erna della banda partigiana "Carlo Pisacane", comandata da Renato Carenini e di cui Nino fu commissario politico. Ebbe così inizio la Resistenza sulle montagne del Lecchese. Ai Piani d'Erna il 17 ottobre 1943 ebbe inizio l'omonima battaglia, tra le prime della Resistenza italiana, a cui prese parte anche Francesca Ciceri. Qui i nazifascisti riuscirono a sfondare le linee della Resistenza e i partigiani (tra cui Francesca e Nino), furono costretti alla ritirata in Valsassina e nella Bergamasca.
Dopo la battaglia i due vennero chiamati dal Partito a Milano. Nel 1944 Francesca perse il fratello Pietro, deportato a Mauthausen- Gusen, e il nipote ventunenne Lino, arrestato a Lecco e fucilato durante l'eccidio di Cibeno, mentre il marito Nino era gravemente malato a causa degli otto duri anni passati in carcere.

### La fine della guerra
Dopo la Liberazione Nino assunse importanti incarichi sindacali e fu eletto alla Camera dei deputati per il Partito Comunista Italiano. Francesca continuò la sua attività dirigendo la rete dei "Gruppi di Difesa della Donna" ed entrando nel Comitato della Federazione Milanese del Partito, attività che dovette ridurre successivamente per motivi di salute e per poter seguire il marito gravemente malato.
Dopo la morte di Nino, avvenuta nel 1959, Francesca tornò a stabilirsi a Lecco diventando presidente della sezione provinciale dell'Associazione Nazionale Partigiani d'Italia tra il 1980 e il 1988. Nel 1977 la Città di Lecco le conferì la medaglia d'oro per meriti patriottici e civili.
Si spense nella sua città natale nel 1988 e oggi riposa presso il cimitero di Acquate, accanto al marito.

### Iniziative in memoria
Nel gennaio 2019, due pietre d'inciampo furono collocate per il fratello Pietro e il nipote Lino di fronte all’abitazione di loro in Via Resegone, 16.
Il 20 ottobre 2024, in occasione del 120º anniversario della sua nascita, il Comune di Lecco le intitolò il piazzale della funivia che conduce ai Piani d'Erna.